# گروه روتانا
گروه روتانا یکی از بزرگ‌ترین شرکت‌های رسانه‌ای در زمینه موسیقی و سرگرمی در جهان عرب است. شرکت روتانا تهیه کنندگی موسیقی و کنسرت های بزرگی در جهان را به عهده داشته است و از این رو مخاطبان بسیاری را به خود جلب کرده است. ۹ درصد سهام روتانا نیز به نیوز کورپوریشن تعلق دارد.
روتانا یکی از رسانه‌های پان‌عرب است. این شرکت رسانه‌ای شامل:شرکت تولید فیلم، مجله، رادیو، تلویزیون و ضبط آهنگ می‌باشد.

## موسیقی
روتانا بزرگترین شرکت ضبط موسیقی و موزیک ویدئو در جهان عرب است؛ و تهیه‌کننده موزیک ویدئو‌های بیش از ۱۰۰ خواننده عرب است. همچنین ۳ شبکه تلویزیونی روتانا موزیک روتانا کلیپ و Nagham به پخش موزیک‌ها
ی ساخته شده توسط روتانا رکورد می‌پردازند

## رادیو
روتانا رادیو مجموعه‌ای از ایستگاه‌های رادیویی است که در کشورهای اردن، لبنان، سوریه و عربستان پخش می‌شود.

## تلویزیون
روتانا شامل یک پکیج تلویزیونی تخصصی برای جهان عرب است شامل کانالهای:
- خلیجیه

این شبکه در ابتدا آهنگ‌های کشورهای حوزه خلیج فارس را پوشش می‌داد اما به مرور به پخش فیلم سریال و سبک زندگی کشورهای حوزه خلیج فارس پرداخت.
- شبکه LBC لبنان

این شبکه برنامه‌های ساخته شده در لبنان را پخش کرده و به رویدادهای فرهنگی هنری لبنان می‌پردازد.
- روتانا مصریه

این شبکه بعد از انقلاب مصر در سال۲۰۱۲ تأسیس شد و به مسائل روز مصر توجه ویژه‌ای دارد.
- روتانا کلاسیک

این کانال به پخش موسیقی و فیلم و سریال‌های قدیمی عربی می‌پردازد.

## شبکه‌های فیلم و سریال
- روتانا سینما

این شبکه در سال۲۰۰۵ تأسیس شده صرفاً به پخش فیلم‌های سینمایی دنیای عرب می‌پردازد و یکی از پربیننده‌ترین شبکه‌های روتانا و محبوبترین شبکه فیلم در میان کشورهای عربی است.
- روتانا افلام

در اوریل۲۰۱۲ افتتاح شد و به پخش فیلم‌های عربی و بین‌المللی می‌پردازد.
شبکه‌های روتانا از اوایل سال۲۰۱۲ در آمریکا و از طریق سیستم کابلی دیجیتال MyTV قابل دریافت است.
- مجله روتانا

مجله روتانا از سال ۲۰۰۵ میلادی تا کنون به صورت هفتگی در خاورمیانه برای عرب زبانان چاپ می‌شود این مجله بیشتر بروی جوانان و زنان عرب توجه داردو مجموعه از مقالاتی در مورد مد زیبایی حوادث جامعه عرب، فرهنگ، بهداشت، طراحی داخلی، کمیک، سینما، تئاتر، آشپزی، فناوری، طالع بینی و مصاحبه با بازیگران و خوانندگان عرب می‌پردازد.